# La Brigade chimérique (jeu de rôle)
Pour les articles homonymes, voir La Brigade chimérique.
La Brigade chimérique (ou, in extenso, La Brigade chimérique – l'encyclopédie et le jeu) est un jeu de rôle français de super-héros publié par les Éditions Sans-Détour en 2010. Il s'agit d'une adaptation de la série de bande dessinée du même nom scénarisée par Serge Lehman et Fabrice Colin, dessinée par Gess et publiée aux éditions L'Atalante de 2009 à 2010.

## Historique
En novembre 2010, cet ouvrage dérivé de la série de bande dessinée La Brigade chimérique paraît sous le titre La Brigade chimérique – l'encyclopédie et le jeu et est édité par les Éditions Sans-Détour. Il est rédigé par un collectif d’auteurs — La Confrérie du radium — composé de Romain d’Huissier (chef de projet), Laurent Devernay, Willy Favre, Julien Heylbroek et Stéphane Treille, tandis que Gess et Willy Favre l’agrémentent de nombreuses illustrations inédites.
Il est complété par un paravent (2010) et par deux autres volumes, Aux confins du merveilleux-scientifique (2011) et La Grande Nuit (2012), parus également aux éditions Sans-Détour.
Enfin, en complément, six numéros d’un fanzine appelé La Gazette du Surhomme, contenant des scénarios de jeu, des aides de jeu et de contextes ainsi que des fiches de personnages, totalement inédits, paraissent entre l’été 2011 et l’automne 2016 ; y participent, pour les deux premiers numéros, trois concepteurs du jeu — à savoir Romain d’Huissier et Willy Favre, ainsi que Stéphane Treille (en tant que suppléant au rédacteur en chef, pour le premier numéro seulement).

## Organisation
Ce supplément à la série comporte deux parties : la première, à vocation encyclopédique, vise à approfondir l’univers de La Brigade chimérique et la seconde est un jeu de rôle prenant place dans cet univers.
La première partie encyclopédique est une création indépendante de la série, même si Serge Lehman en a écrit la préface, suggéré quelques développements et relu les textes. Elle explore et approfondit l’univers de La Brigade chimérique en décrivant le contexte géopolitique européen, l’urbanisme des grandes villes européennes, ses postulats scientifiques qui tournent autour des notions de Plasme et de l’Hypermonde. En outre, elle propose des biographies détaillées et les fiches de statistiques des protagonistes de la série, ainsi que des personnages créés par les auteurs de l’Encyclopédie, à l’instar du « Tribun » qui fait explicitement référence à Léon Daudet.
La seconde partie est un jeu de rôle permettant aux joueurs d’incarner des surhommes aux facultés extraordinaires dans le Paris des années 1930.

## Univers
Comme celui de la bande dessinée, l'univers du jeu est une version alternative de la France de l’entre-deux-guerres où des super-héros (surhommes), nés sur les champs de bataille de 14-18 dans le souffle des gaz et des armes à rayons X, ont pris la relève des « gentilshommes-justiciers » de la fin du XIXe siècle ainsi que le contrôle des grandes capitales européennes. Les joueurs y incarnent certains de ces surhommes.
Comme on peut le lire en quatrième de couverture de l'ouvrage :

« La Brigade Chimérique — l’encyclopédie et le jeu — se propose de vous transporter dans l’univers radiumpunk des  années 20 et 30 de la célèbre bande dessinée afin de vous en dévoiler tous les mystères, de vous en présenter tous les protagonistes, de vous en faire visiter tous les lieux. La superscience et l’Hypermonde n’auront plus de secrets pour vous ! Grâce à des règles de jeu exhaustives, il vous sera également possible d’y vivre vos propres aventures, dans la peau d’un surhomme devant choisir son camp au sein d’une époque troublée. »

## Système de jeu

### Création des personnages
Six attributs, notés de 1 à 6, définissent le personnage. Ce sont :
- la Robustesse ;
- la Prestesse ;
- la Ténacité ;
- la Cognition ;
- la Sensibilité ;
- et l'Allure.

Des profils (ce sont en fait des professions ou des hobbies), notés aussi de 1 à 6, s’y ajoutent.
Chaque niveau de profil peut augmenter la réserve de combat ou les ressources.
Le personnage a aussi pour lui :
- une réserve de radium (qui représente la chance) ;
- une réserve de combat (dans laquelle le personnage puise pour réaliser des actions) ;
- un score de ressources (qui permet d’acquérir du matériel et des alliés) ;
- un score de célébrité.

Enfin, viennent s’ajouter des pouvoirs, notés eux aussi de 1 à 6.
Pour clore le chapitre création, une motivation, des affinités et des alliances représentent le fond ou caractère du personnage.

### Résolution des actions
Pour la résolution, on lance 3d6 auxquels on ajoute les scores de l’attribut et du profil utilisés, et éventuellement celui d’un pouvoir qui peut alors aider dans l’action entreprise. On compare ensuite le tout à un seuil de difficulté.
Le dé chimérique (un dé à part) peut être également utilisé : il divise par deux – ou double – la marge de réussite, selon son résultat.
Le personnage peut dépenser sa réserve de radium pour augmenter le résultat (tant que l’action ne contredit par la motivation, les affinités ou les alliances du personnage – et si au contraire elle va dans leur sens, la récupération des points dépensés sera plus facile).
La gestion du combat se fait au tour par tour. Le score de prestesse détermine le nombre d‘actions offensives, défensives ou libres que peut entreprendre un personnage. La réserve de combat permet d’augmenter les divers résultats des tests.

## Gamme
- L’Encyclopédie et le Jeu, le livre de base qui est aussi une encyclopédie sur l'univers de la BD, Éditions Sans-Détour (2010)  (ISBN 978-2-917994-20-7)
- L’Écran et son Livret, Éditions Sans-Détour (2010)  (ISBN 978-2-917994-24-5)
- Aux Confins du Merveilleux-scientifique, un recueil de scénarios et d'aides de jeu, Éditions Sans-Détour (2011)  (ISBN 978-2-917994-34-4)
- La Grande Nuit, une longue campagne, Éditions Sans-Détour (2012)  (ISBN 978-2-917994-50-4)

## Récompense
- 17 octobre 2011 : La Brigade chimérique — l'encyclopédie et le jeu nommé pour le Prix ActuSF de l'uchronie, dans la catégorie « Prix spécial »[9].

## Communauté de fans
La communauté des fans est assez active sur le Web, au moins jusqu’en 2016. De nombreux scénarios et aides de jeu — ainsi qu'un fanzine (La Gazette du Surhomme) — sont publiés par cette communauté sous forme de pdf et mis gracieusement en ligne à la disposition des meneurs de jeu et des joueurs. Un forum dédié, toujours en ligne lui aussi, fédère également la communauté jusqu’à cette date.